# Idunn
Idunn (Iðunn en vieux norrois) est la déesse Asyne de l’éternelle jeunesse dans la mythologie nordique. Épouse de Bragi, le dieu de la poésie, elle détient dans un coffre des pommes merveilleuses procurant une éternelle jeunesse. Elle est représentée par nombre d'artistes de la fin du XIXe siècle et du début du XXe siècle et a inspiré Richard Wagner pour la Freia de l'Anneau du Nibelung.

## Étymologie
Iðunn signifie probablement en vieil islandais « celle qui rajeunit, qui renouvelle ». L'adverbe ið- serait lié au latin iterum et au grec έτι / éti, signifiant « encore ».
La racine ið- a été rattachée à l'Éden biblique mais cette hypothèse n'est généralement pas retenue par les spécialistes.

## Caractéristiques
Idunn, déesse Asyne de l’éternelle jeunesse dans la mythologie nordique, détient dans un coffre des pommes merveilleuses : quiconque en mange retrouve sa jeunesse. Les dieux de la mythologie nordique étant mortels, seules les pommes de jouvence d'Idunn peuvent leur permettre de vivre jusqu'au jour du Ragnarök. Quand ils se sentent vieillir, ils en consomment une, et conservent ainsi leur jeunesse.
Le thème de pommes magiques apportant fertilité ou immortalité, et les convoitises qui en résultent, apparaît dans d'autres mythologies indo-européennes ce qui suggère selon certains spécialistes une origine commune de ces mythes.
Idunn est l’épouse de Bragi, le dieu de la Poésie.
Dans l’Edda de Snorri, Idunn est introduite au chapitre 26 de la partie Gylfaginning comme femme de Bragi :

« Sa femme s'appelle Idunn. Elle conserve dans son coffre les pommes auxquelles les dieux doivent goûter quand ils vieillissent : tous retrouvent alors la jeunesse, et il en ira ainsi jusqu'au Crépuscule des dieux. »

— Gylfaginning, chapitre 26

## Mythes

### Enlèvement d'Idunn

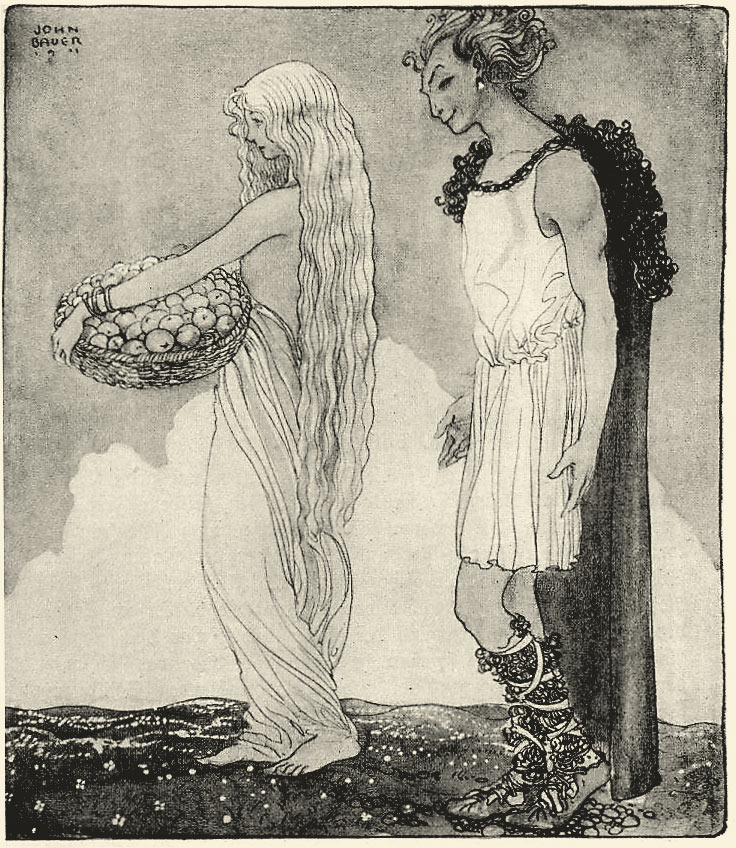
Idunn et Loki, illustration de John Bauer pour La Saga des dieux de nos pères de Viktor Rydberg (1911).

Le premier chapitre de la partie Skáldskaparmál de l’Edda de Snorri raconte l'enlèvement d'Idunn. Le dieu malin Loki, capturé par le géant Thjazi, propose de se racheter en lui livrant Idunn et ses pommes. Il attire celle-ci dans un bois hors d’Ásgard, sous le prétexte qu’il avait trouvé d’autres pommes remarquables. Il lui recommande d’emporter ses propres pommes pour les comparer.
Sur place, le géant Thjazi, ayant revêtu son plumage d’aigle, s'empare d’Idunn et l’emporte chez lui à Thrymheim. Les Ases se rendent compte de la disparition d’Idunn, car privés de ses pommes ils vieillissent rapidement. Ils tiennent conseil et comprennent qu’elle était vue pour la dernière fois sortant d’Ásgard avec Loki. Ils le menacent alors des pires supplices s’il ne retrouve pas Idunn. Inquiet pour sa survie, Loki promet de la ramener et demande à Freyja son plumage de faucon. Loki peut ainsi s’envoler vers le Nord pour la maison de Thjazi où il la retrouve seule, Thjazi étant sorti. Loki la transforme en noix de façon à la prendre dans ses serres et il la ramène avec lui.
Lorsque Thjazi rentre et constate la disparition d'Idunn, il met ses plumes d’aigle et se lance précipitamment à la poursuite de Loki. Les Ases voient alors Loki arriver vers eux avec la noix, poursuivi par un grand aigle, et comprennent ce qui se passe. Dès que Loki franchit les portes de la citadelle d’Ásgard, ils lancent sur l’aigle des traits enflammés qui brûlent ses plumes l'obligeant à se poser, leur permettant de le tuer. Idunn réintégre alors Ásgard et les dieux peuvent à nouveau manger ses pommes de jouvence.

### Lokasenna
Dans le poème eddique Lokasenna, le dieu malin Loki profère des insultes à l'encontre des principaux Ases lors d'un banquet chez le géant Ægir. Il commence par insulter Bragi en le traitant de lâche, ce à quoi Bragi menace de lui couper la tête et Loki accepte ensuite le défi du combat. À ce moment, à la strophe 16, Idunn intervient pour demander à son mari Bragi de ne pas menacer Loki dans la halle d'Ægir. Ce à quoi Loki lui répond à la strophe 17 :
« Loci qvaþ:
17.
“Þegi þv, Iþvnn!
þic qveþ ec allra qvenna
vergiarnasta vera,
sitztv arma þina
lagdir itrþvegna
vm þinn broþvrbana.” »
« Loki dit :
17.
“Tais-toi, Ídunn,
Je déclare que, de toutes les femmes,
Tu es la plus libidineuse,
Depuis que, dans tes bras
Bien lavés, tu enlaças
Le meurtrier de ton frère.” »
Loki accuse Idunn d'avoir enlacé le meurtrier de son frère, toutefois nous ne connaissons pas de frère pour Idunn dans les autres textes préservés, et encore moins son meurtrier. Il s'agit sans doute d'une référence à un mythe qui ne nous est pas parvenu. À la strophe 18, Idunn répond qu'elle n'insultait pas Loki, mais modérait Bragi « échauffé par la bière ».

## Théories
La fonction d'Idunn en gardienne des pommes de jouvence a été comparée à celle des Hespérides gardant les pommes d'or d'Héra.

## Représentations modernes
Le peintre suédois Nils Blommér représente Bragi assis jouant de la harpe, Iðunn debout derrière lui en 1848. Le tableau est conservé au musée des beaux-arts de Malmö. En 1858, le sculpteur danois Herman Wilhelm Bissen crée une statue d'Iduun exposée à la Ny Carlsberg Glyptotek de Copenhague. James Doyle Penrose, peintre irlandais, la représente en 1890 accompagnée d'une biche et remettant une pomme à un dieu âgé. L'artiste suédois Carl Larsson représente sa fille Brita en Idunn dans une lithographie de 1901 pour le numéro de Noël du magazine Idun, reprise en 1905 en couverture du numéro 6 du magazine Jugend. L'aquarelle représentant Iðunn, Loki, Heimdall et Bragi du peintre danois Lorenz Frølich illustre en 1906 le poème d'Adam Gottlob Oehlenschläger Les Dieux nordiques. En 1915, le peintre britannique Harry George Theaker (1873-1954) représente Thjazi enlevant Idunn pour illustrer « The Apples of Iduna » des Children's Stories from the Northern Legends de Dorothy Belgrave et Hilda Hart.

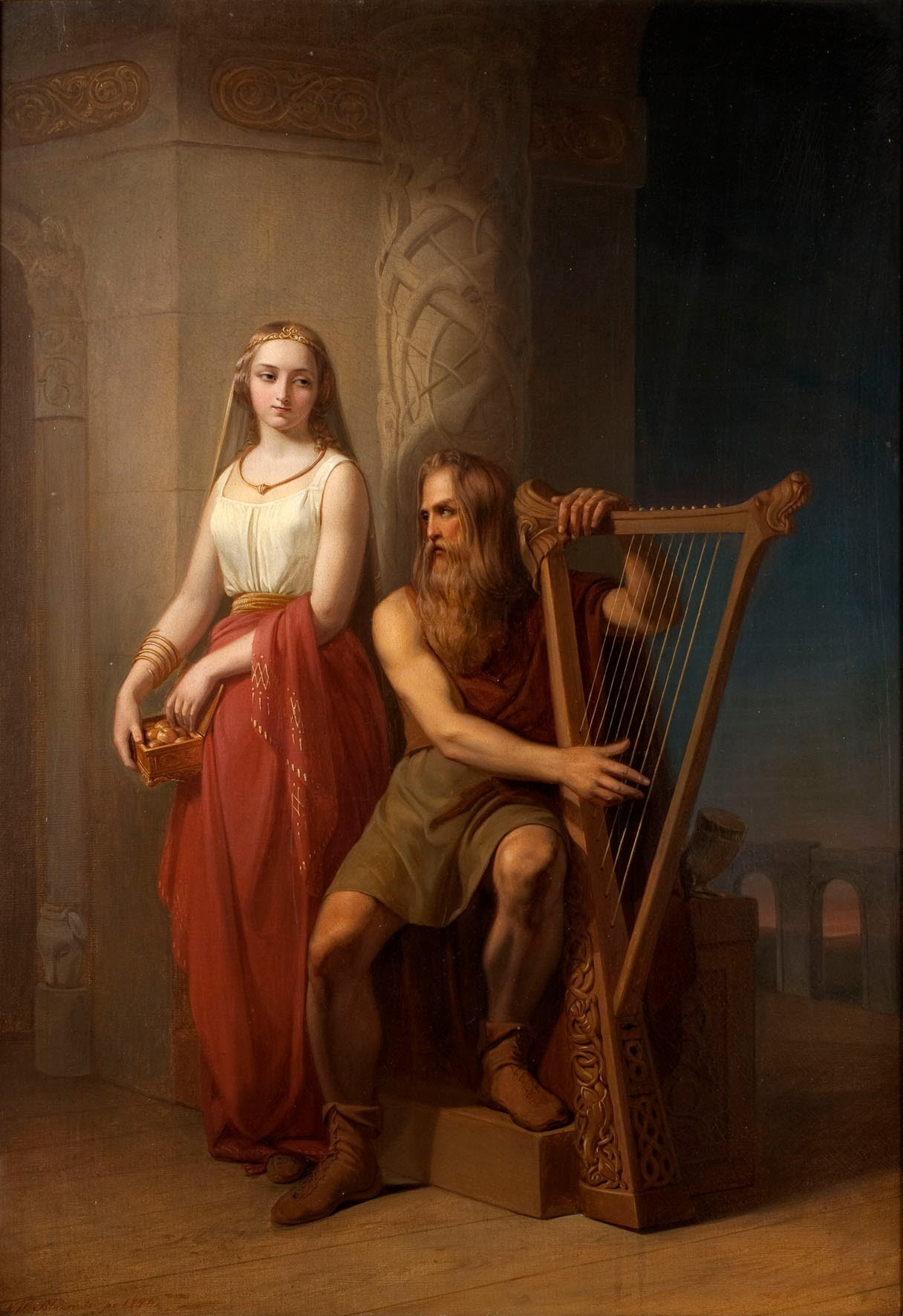
Nils Blommér, Bragi assis jouant de la harpe, Iðunn debout derrière lui, musée d'art de Malmö (1848).
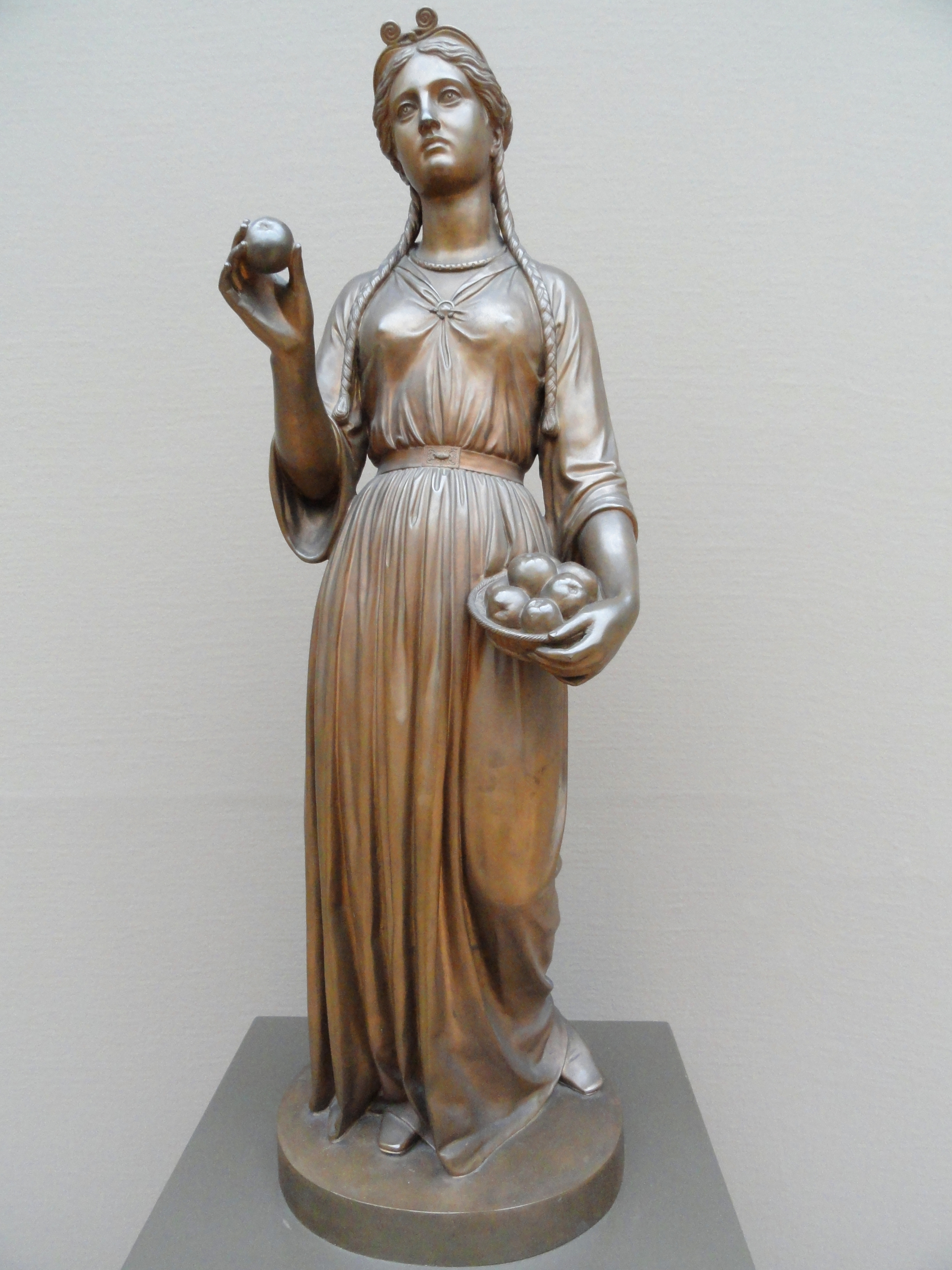
Herman Wilhelm Bissen, Iduun, Ny Carlsberg Glyptotek (Copenhague) (1858).
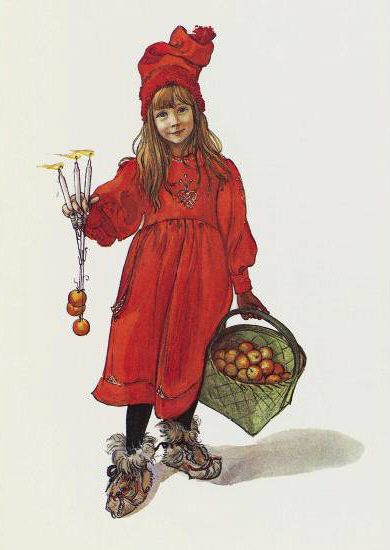
Carl Larsson, Brita as Iduna, Idun (1901).
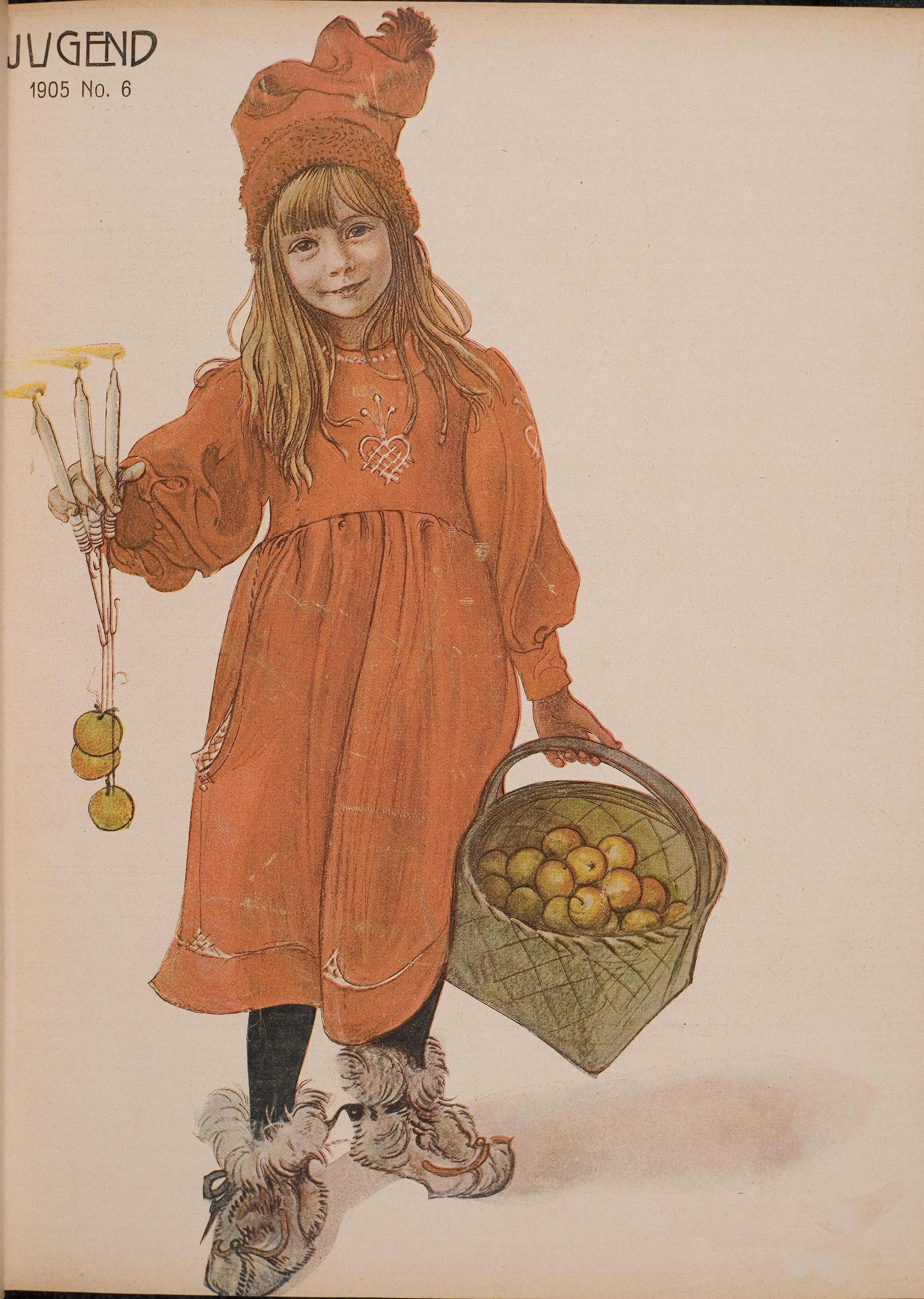
Carl Larsson, Brita as Iduna, Jugend (1905).
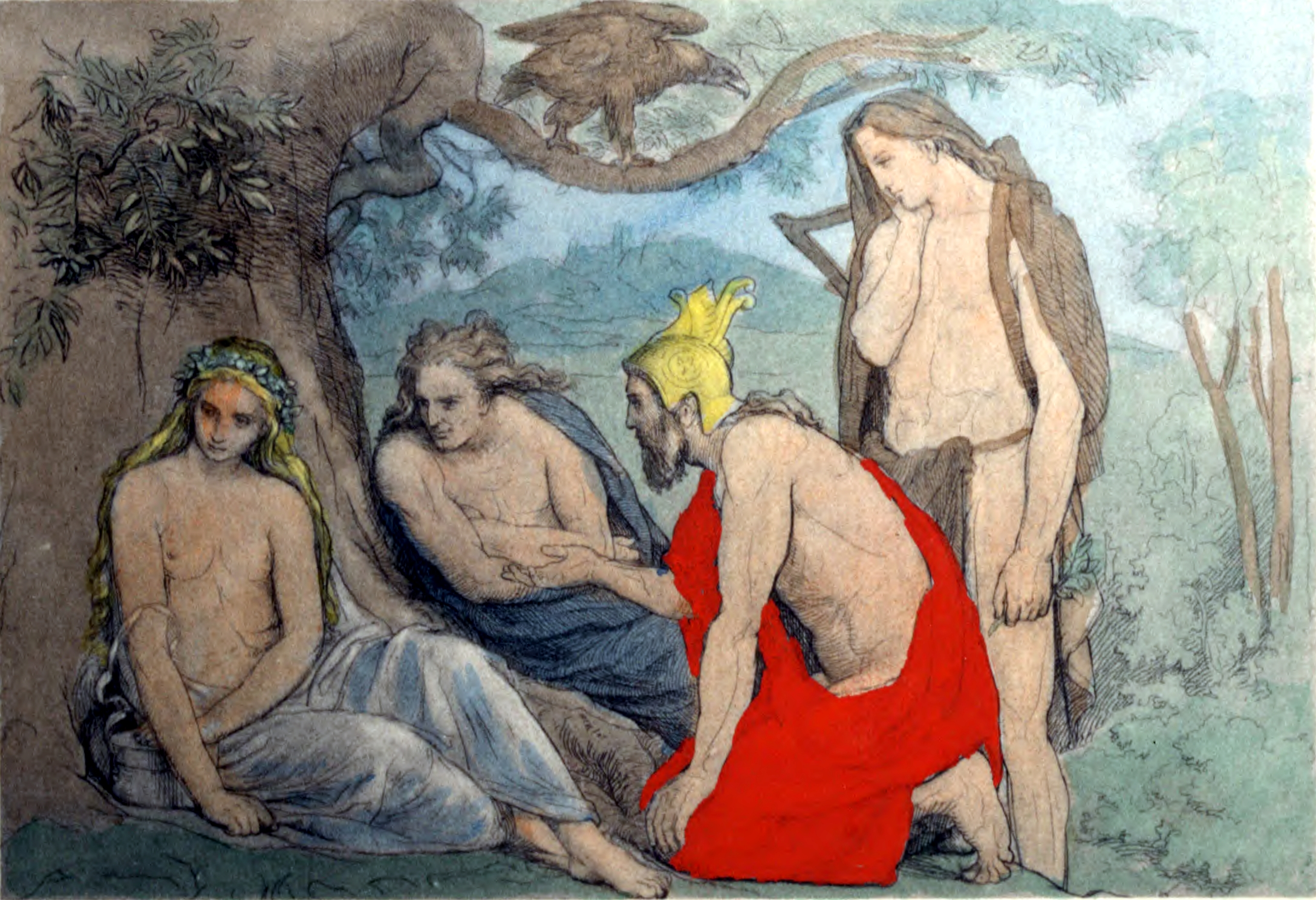
Lorenz Frølich, Iðunn, Loki, Heimdall et Bragi, Les Dieux nordiques d'Adam Gottlob Oehlenschläger (1906).
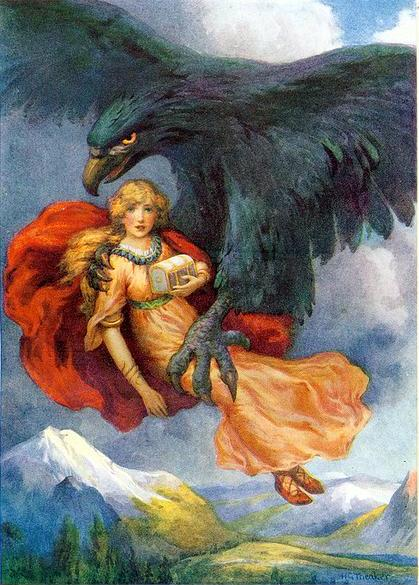
Harry George Theaker, Idunn and Thiassi, Children's Stories from the Northern Legends de Dorothy Belgrave et Hilda Hart (1915).

## Influences

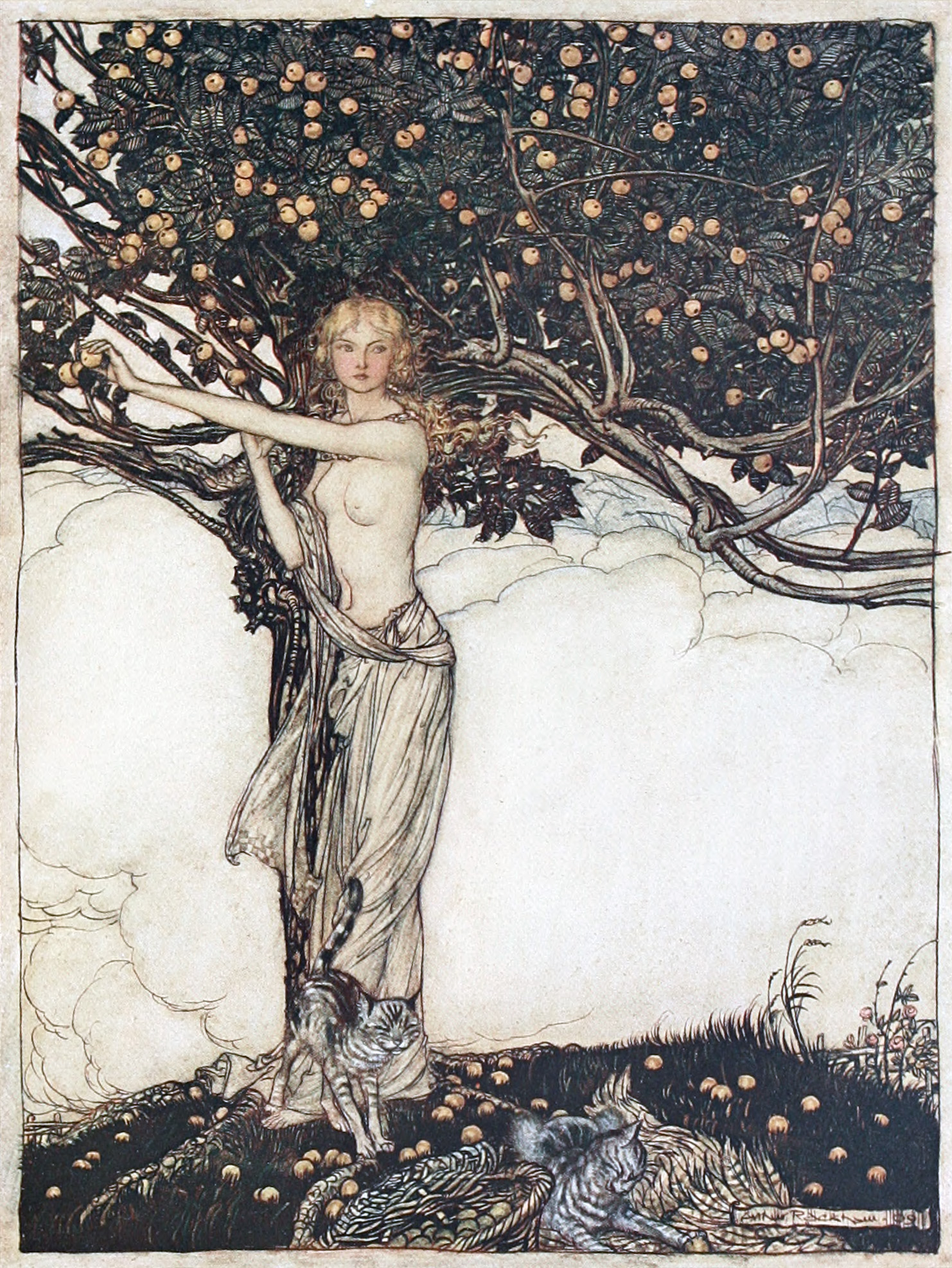
Arthur Rackham, illustration pour « la belle Freia » de l'édition en français de L'Or du Rhin et La Walkyrie (1910)

La Freia de L'Anneau du Nibelung de Richard Wagner est une combinaison des déesses Freyja et Idunn. Déesse de la jeunesse, sœur de Froh et Donner, elle est le symbole de l'amour et de la féminité. Elle règne sur les pommes d'or de longue vie. Elle apparaît dans L'Or du Rhin,. Arthur Rackham représente la déesse cueillant des pommes pour illustrer « la belle Freia » dans l'édition de L'Or du Rhin et La Walkyrie traduite en français par Alfred Ernst en 1910.
La première édition, publiée entre 1878 et 1899, de l'encyclopédie suédoise Nordisk familjebok porte le nom de la déesse dont l'image apparaît sur la couverture. Un magazine suédois dont le titre en première page est illustré par l'image de la déesse paraît de 1887 à 1980 sous le titre d'Idun puis Idun-Veckojournalen.

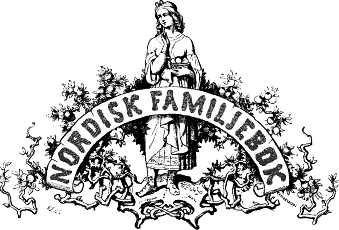
Illustration de la couverture de l'édition 1878-1899 de l'encyclopédie suédoise Nordisk familjebok.
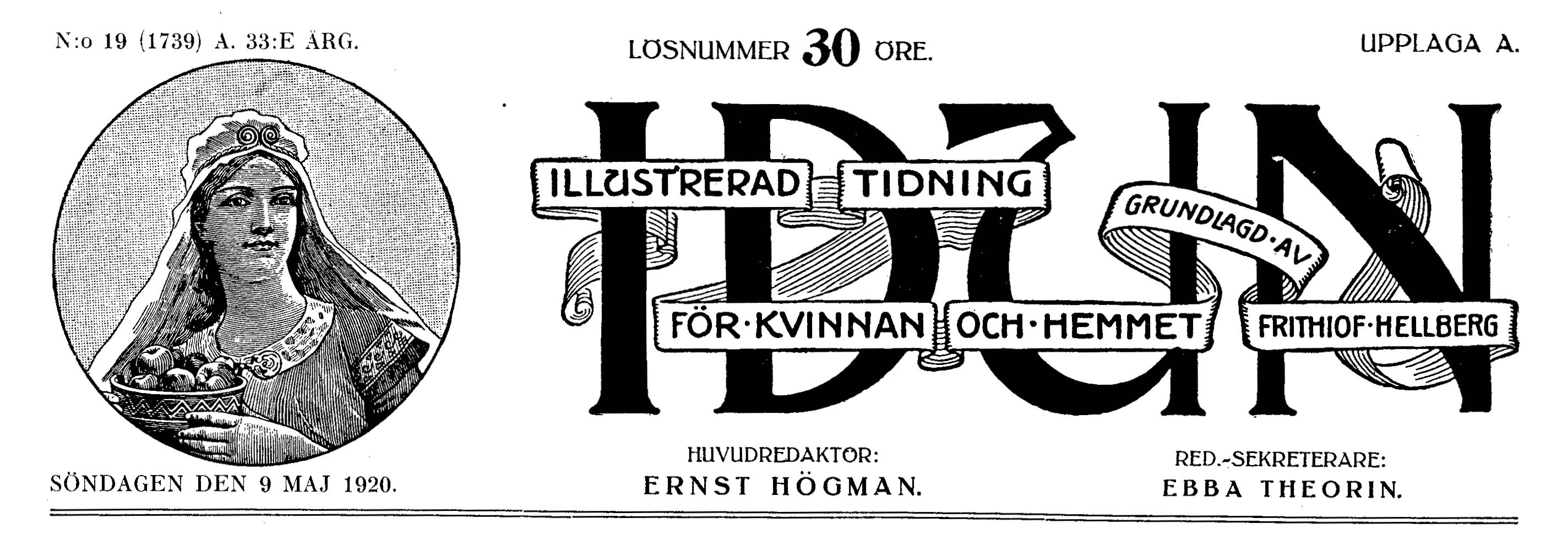
Titre de première page du numéro du 9 mai 1920 du magazine suédois Idun.